# Alcyonidium pachydermatum
Alcyonidium pachydermatum is een mosdiertjessoort uit de familie van de Alcyonidiidae. De wetenschappelijke naam van de soort is voor het eerst geldig gepubliceerd in 1996 door Denisenko.